# Nepeta sibirica
Espèce
Classification phylogénétique
Nepeta sibirica est une espèce de plantes à fleurs de la famille des Lamiaceae.